# Eli Ben-Dahan
Eliyahu Michael « Eli » Ben Dahan (hébreu: אלי בן דהן), né le 11 février 1954 à Casablanca au Maroc, est un rabbin israélien et homme politique. 
De 2013 à 2019, il est membre de la Knesset pour Le Foyer juif et occupe le poste de ministre délégué à la Défense dans le gouvernement Netanyahou IV.